# Ampulloclitocybe avellaneoalba
Ampulloclitocybe avellaneoalba är en svampart som först beskrevs av William Alphonso Murrill, och fick sitt nu gällande namn av Harmaja 2003. Ampulloclitocybe avellaneoalba ingår i släktet Ampulloclitocybe och familjen Hygrophoraceae.   Inga underarter finns listade i Catalogue of Life.